# 井波哲尚
井波 哲尚（いなみ さとひさ）は、日本の総務官僚。総務省大臣官房審議官や、総務省人事・恩給局次長、内閣官房内閣審議官、総務省統計局長等を歴任した。

## 人物・経歴
岐阜県出身。岐阜県立岐阜高等学校を経て、1980年 東京大学法学部卒業。1981年 総理府入府（内閣総理大臣官房人事課）。2001年1月6日 総務省行政管理局管理官（法務、農水等担当）。2002年1月 総務省行政評価局評価監視官兼内閣府政策金融改革準備室参事官。同年8月 総務省大臣官房参事官。2003年1月 総務省統計局統計調査部調査企画課長。2009年7月 総務省大臣官房秘書課長。
中部管区行政評価局長、総務省大臣官房審議官（行政評価局担当）を経て、2012年 総務省人事・恩給局次長。
2014年4月21日 内閣官房内閣審議官（内閣官房副長官補付）兼内閣官房行政改革推進本部国家公務員制度改革事務局員。同年5月30日 総務省大臣官房審議官（統計局担当）。2015年から総務省統計局長を務め、ベトナム統計総局との協力の覚書への署名を行うなどした。2015年退官。2016年株式会社情報通信総合研究所嘱託職員。のち、株式会社情報通信総合研究所監査役。